# Ausztrália az 1956. évi nyári olimpiai játékokon
Ausztrália a Melbourne-ben és a svédországi Stockholmban megrendezett 1956. évi nyári olimpiai játékok házigazda nemzeteként vett részt a versenyeken. Az országot az olimpián 19 sportágban 298 sportoló képviselte, akik összesen 35 érmet szereztek.

## Érmesek
| Érem  | Versenyző | Sportág      | Versenyszám                 |
| ----- | --- | ------------ | --------------------------- |
| Arany | Betty Cuthbert | Atlétika     | Női 100 m                   |
| Arany | Betty Cuthbert | Atlétika     | Női 200 m                   |
| Arany | Shirley Strickland | Atlétika     | Női 80 m gát                |
| Arany | Norma Croker Betty Cuthbert Fleur Mellor Shirley Strickland                                                                 | Atlétika     | Női 4 × 100 m váltó         |
| Arany | Joey Browne Tony Marchant                                                                                                   | Kerékpározás | Férfi kétüléses tandem      |
| Arany | Jon Henricks | Úszás        | Férfi 100 m gyors           |
| Arany | Murray Rose | Úszás        | Férfi 400 m gyors           |
| Arany | Murray Rose | Úszás        | Férfi 1500 m gyors          |
| Arany | David Theile | Úszás        | Férfi 100 m hát             |
| Arany | Gary Chapman John Devitt Murray Garretty Graham Hamilton Jon Henricks Kevin O’Halloran Murray Rose                          | Úszás        | Férfi 4 × 200 m gyorsváltó  |
| Arany | Dawn Fraser | Úszás        | Női 100 m gyors             |
| Arany | Lorraine Crapp | Úszás        | Női 400 m gyors             |
| Arany | Lorraine Crapp Dawn Fraser Elizabeth Fraser Margaret Gibson Faith Leech Sandra Morgan                                       | Úszás        | Női 4 × 100 m gyorsváltó    |
| Ezüst | Graham Gipson John Goodman Kevan Gosper Leon Gregory David Lean                                                             | Atlétika     | Férfi 4 × 400 m váltó       |
| Ezüst | Charles Porter | Atlétika     | Férfi magasugrás            |
| Ezüst | Stuart MacKenzie | Evezés       | Férfi egypárevezős          |
| Ezüst | John Devitt | Úszás        | Férfi 100 m gyors           |
| Ezüst | John Monckton | Úszás        | Férfi 100 m hát             |
| Ezüst | Lorraine Crapp | Úszás        | Női 100 m gyors             |
| Ezüst | Dawn Fraser | Úszás        | Női 400 m gyors             |
| Ezüst | John Scott Rolly Tasker | Vitorlázás   | Sharpie                     |
| Bronz | Hector Hogan | Atlétika     | Férfi 100 m                 |
| Bronz | John Landy | Atlétika     | Férfi 1500 m                |
| Bronz | Allan Lawrence | Atlétika     | Férfi 10 000 m              |
| Bronz | Marlene Mathews | Atlétika     | Női 100 m                   |
| Bronz | Marlene Mathews | Atlétika     | Női 200 m                   |
| Bronz | Norma Thrower | Atlétika     | Női 80 m gát                |
| Bronz | Murray Riley Mervyn Wood | Evezés       | Férfi kétpárevezős          |
| Bronz | Michael Aikman Angus Benfield David Boykett Bryan Doyle Harold Hewitt James Howden Walter Howell Garth Manton Adrian Monger | Evezés       | Férfi nyolcas               |
| Bronz | Walter Brown Dennis Green                                                                                                   | Kajak-kenu   | Férfi kajak kettes 10 000 m |
| Bronz | Richard Ploog | Kerékpározás | Férfi egyéni sprint         |
| Bronz | Kevin Hogarth | Ökölvívás    | Váltósúly                   |
| Bronz | Gary Chapman | Úszás        | Férfi 100 m gyors           |
| Bronz | Faith Leech | Úszás        | Női 100 m gyors             |
| Bronz | Douglas Buxton Devereaux Mytton Jock Sturrock                                                                               | Vitorlázás   | 5,5 méteres                 |

## Atlétika
Férfi
| Versenyző                                                        | Versenyszám     | Előfutam | Előfutam   | Negyeddöntő | Negyeddöntő | Elődöntő | Elődöntő | Döntő         | Döntő         |
| Versenyző                                                        | Versenyszám     | Idő      | Hely.      | Idő         | Hely.       | Idő      | Hely.    | Idő           | Helyezés      |
| ---------------------------------------------------------------- | --------------- | -------- | ---------- | ----------- | ----------- | -------- | -------- | ------------- | ------------- |
| Gavin Carragher                                                  | 100 m           | 10,9     | 4.         | kiesett     | kiesett     | kiesett  | kiesett  | kiesett       | kiesett       |
| Ray Land                                                         | 100 m           | 10,8     | 2.         | 11,0        | 6.          | kiesett  | kiesett  | kiesett       | kiesett       |
| Hector Hogan                                                     | 100 m           | 10,5     | 1.         | 10,5        | 1.          | 10,5     | 3.       | 10,6          |               |
| Hector Hogan                                                     | 200 m           | 21,8     | 2.         | 21,7        | 4.          | kiesett  | kiesett  | kiesett       | kiesett       |
| Douglas Winston                                                  | 200 m           | 22,0     | 3.         | kiesett     | kiesett     | kiesett  | kiesett  | kiesett       | kiesett       |
| Graham Gipson                                                    | 200 m           | 22,0     | 3.         | kiesett     | kiesett     | kiesett  | kiesett  | kiesett       | kiesett       |
| Graham Gipson                                                    | 400 m           | 47,7     | 2.         | 47,4        | 4.          | kiesett  | kiesett  | kiesett       | kiesett       |
| John Goodman                                                     | 400 m           | 48,5     | 4.         | kiesett     | kiesett     | kiesett  | kiesett  | kiesett       | kiesett       |
| Kevan Gosper                                                     | 400 m           | 48,0     | 1.         | 46,7        | 1.          | 46,2     | 4.       | kiesett       | kiesett       |
| Jim Bailey                                                       | 800 m           | 1:51,1   | 1.         |             | 1:51,4      | 7.       | kiesett  | kiesett       |               |
| Bill Butchart                                                    | 800 m           | 1:51,6   | 3.         |             | 1:53,8      | 4.       | 1:52,0   | 8.            |               |
| Don MacMillan                                                    | 800 m           | 1:53,4   | 4.         |             | kiesett     | kiesett  | kiesett  | kiesett       |               |
| John Landy                                                       | 1500 m          | 3:48,6   | 3.         |             |             |          |          | 3:42,0        |               |
| Merv Lincoln                                                     | 1500 m          | 3:45,4   | 1.         |             |             |          |          | 3:51,9        | 12.           |
| Albert Thomas                                                    | 5000 m          | 14:14,2  | 1.         |             |             |          |          | 14:04,6       | 5.            |
| Allan Lawrence                                                   | 5000 m          | 14:14,6  | 1.         |             |             |          |          | visszalépett  | visszalépett  |
| Allan Lawrence                                                   | 10 000 m        |          | 28:53,6    |             |             |          |          |               |               |
| David Power                                                      | 10 000 m        |          | 29:49,2    | 7.          |             |          |          |               |               |
| Dave Stephens                                                    | 10 000 m        |          | nincs adat | 20.         |             |          |          |               |               |
| John Chittick                                                    | 110 m gát       | 14,9     | 5.         |             | kiesett     | kiesett  | kiesett  | kiesett       |               |
| Ken Doubleday                                                    | 110 m gát       | 14,8     | 5.         |             | kiesett     | kiesett  | kiesett  | kiesett       |               |
| Bob Joyce                                                        | 110 m gát       | 14,7     | 6.         |             | kiesett     | kiesett  | kiesett  | kiesett       |               |
| Geoff Goodacre                                                   | 400 m gát       | 52,5     | 3.         |             | kiesett     | kiesett  | kiesett  | kiesett       |               |
| David Lean                                                       | 400 m gát       | 51,4     | 2.         |             | 51,4        | 2.       | 51,8     | 5.            |               |
| Ross Parker                                                      | 400 m gát       | 53,5     | 1.         |             | 52,6        | 6.       | kiesett  | kiesett       |               |
| Ron Blackney                                                     | 3000 m akadály  | 9:16,0   | 10.        |             |             |          |          | kiesett       | kiesett       |
| Neil Robbins                                                     | 3000 m akadály  | 8:55,4   | 5.         |             |             |          |          | 8:50,0        | 7.            |
| Graham Thomas                                                    | 3000 m akadály  | 9:09,8   | 10.        |             |             |          |          | kiesett       | kiesett       |
| Keith Ollerenshaw                                                | Maraton         |          |            |             |             |          |          | 2:48:12       | 25.           |
| Les Perry                                                        | Maraton         |          |            |             |             |          |          | nem ért célba | nem ért célba |
| John Russell                                                     | Maraton         |          |            |             |             |          |          | 2:41:44       | 18.           |
| Don Keane                                                        | 20 km gyaloglás |          |            |             |             |          |          | 1:33:52,0     | 6.            |
| Edward Allsopp                                                   | 20 km gyaloglás |          |            |             |             |          |          | 1:35:43,0     | 10.           |
| Edward Allsopp                                                   | 50 km gyaloglás |          |            |             |             |          |          | kizárták      | kizárták      |
| Ray Smith                                                        | 50 km gyaloglás |          |            |             |             |          |          | 4:56:08,0     | 6.            |
| Ronald Crawford                                                  | 50 km gyaloglás |          |            |             |             |          |          | 5:22:36,0     | 13.           |
| Ronald Crawford                                                  | 20 km gyaloglás |          |            |             |             |          |          | 1:39:35,0     | 13.           |
| Gavin Carragher Edward McGlynn Ray Land Hector Hogan             | 4 × 100 m váltó | 40,6     | 1.         |             | 40,8        | 4.       | kiesett  | kiesett       |               |
| Leon Gregory David Lean Graham Gipson Kevan Gosper John Goodman* | 4 × 400 m váltó | 3:10,4   | 2.         |             | 3:06,2      |          |          |               |               |

| Versenyző       | Versenyszám   | Selejtező | Selejtező | Döntő    | Döntő    |
| Versenyző       | Versenyszám   | Eredmény  | Helyezés  | Eredmény | Helyezés |
| --------------- | ------------- | --------- | --------- | -------- | -------- |
| Charles Porter  | Magasugrás    | 192 cm    | =4.       | 210 cm   |          |
| Colin Ridgway   | Magasugrás    | 192 cm    | 16.       | 200 cm   | =7.      |
| John Vernon     | Magasugrás    | 182 cm    | =24.      | kiesett  | kiesett  |
| Peter Denton    | Rúdugrás      | 385 cm    | 18.       | kiesett  | kiesett  |
| Bruce Peever    | Rúdugrás      | 385 cm    | 17.       | kiesett  | kiesett  |
| Ian Bruce       | Távolugrás    | 691 cm    | 23.       | kiesett  | kiesett  |
| Hugh Jack       | Távolugrás    | 690 cm    | 24.       | kiesett  | kiesett  |
| Mike Moroney    | Távolugrás    | 709 cm    | 19.       | kiesett  | kiesett  |
| Ronald Gray     | Hármasugrás   | 14,46 m   | 25.       | kiesett  | kiesett  |
| Brian Oliver    | Hármasugrás   | 14,74 m   | 23.       | kiesett  | kiesett  |
| Maurice Rich    | Hármasugrás   | 14,26 m   | 27.       | kiesett  | kiesett  |
| Barry Donath    | Súlylökés     | 16,57 m   | 4.        | 16,52 m  | 9.       |
| Peter Hanlin    | Súlylökés     | 15,62 m   | 11.       | 16,08 m  | 11.      |
| Ves Balodis     | Diszkoszvetés | 44,24 m   | 20.       | kiesett  | kiesett  |
| Martin Crowe    | Kalapácsvetés | 48,43 m   | 21.       | kiesett  | kiesett  |
| Neville Gadsden | Kalapácsvetés | 48,84 m   | 20.       | kiesett  | kiesett  |
| Charles Morris  | Kalapácsvetés | 49,35 m   | 19.       | kiesett  | kiesett  |
| James Achurch   | Gerelyhajítás | 57,09 m   | 21.       | kiesett  | kiesett  |
| Bob Grant       | Gerelyhajítás | 65,76 m   | 16.       | kiesett  | kiesett  |

| Versenyző | Versenyszám | 100 m | 100 m | Távolugrás | Távolugrás | Súlylökés | Súlylökés | Magasugrás | Magasugrás | 400 m | 400 m | 110 m gát | 110 m gát | Diszkoszvetés | Diszkoszvetés | Rúdugrás | Rúdugrás | Gerelyhajítás | Gerelyhajítás | 1500 m | 1500 m | Végeredmény | Végeredmény |
| Versenyző | Versenyszám | Idő   | Pont  | Eredmény   | Pont       | Eredmény  | Pont      | Eredmény   | Pont       | Idő   | Pont  | Idő       | Pont      | Eredmény      | Pont          | Eredmény | Pont     | Eredmény      | Pont          | Idő    | Pont   | Pont        | Helyezés    |
| --------- | ----------- | ----- | ----- | ---------- | ---------- | --------- | --------- | ---------- | ---------- | ----- | ----- | --------- | --------- | ------------- | ------------- | -------- | -------- | ------------- | ------------- | ------ | ------ | ----------- | ----------- |
| Ian Bruce | Tízpróba    | 11,7  | 678   | 662 cm     | 672        | 12,30 m   | 609       | 183 cm     | 806        | 51,3  | 751   | 15,9      | 612       | 36,62 m       | 536           | 340 cm   | 476      | 51,38 m       | 554           | 4:50,4 | 331    | 6025        | 11.         |
| John Cann | Tízpróba    | 10,9  | 948   | 657 cm     | 659        | 12,18 m   | 598       | 170 cm     | 656        | 49,3  | 900   | 15,6      | 673       | 38,76 m       | 592           | 270 cm   | 226      | 57,89 m       | 686           | 4:49,2 | 340    | 6278        | 10.         |
| Pat Leane | Tízpróba    | 11,4  | 768   | 679 cm     | 722        | 13,26 m   | 696       | 186 cm     | 845        | 51,0  | 772   | 16,4      | 523       | 38,86 m       | 595           | 350 cm   | 516      | 58,83 m       | 706           | 4:56,8 | 284    | 6427        | 9.          |

Női
| Versenyző                                                   | Versenyszám     | Előfutam | Előfutam | Elődöntő | Elődöntő | Döntő   | Döntő    |
| Versenyző                                                   | Versenyszám     | Idő      | Hely.    | Idő      | Hely.    | Idő     | Helyezés |
| ----------------------------------------------------------- | --------------- | -------- | -------- | -------- | -------- | ------- | -------- |
| Betty Cuthbert                                              | 100 m           | 11,4     | 1.       | 12,0     | 2.       | 11,5    |          |
| Betty Cuthbert                                              | 200 m           | 23,5     | 1.       | 23,6     | 1.       | 23,4    |          |
| Norma Croker                                                | 200 m           | 24,9     | 2.       | 24,3     | 3.       | 24,0    | 4.       |
| Marlene Mathews                                             | 200 m           | 24,0     | 1.       | 24,3     | 2.       | 23,8    |          |
| Marlene Mathews                                             | 100 m           | 11,5     | 1.       | 11,6     | 1.       | 11,7    |          |
| Shirley Strickland                                          | 100 m           | 11,7     | 3.       | kiesett  | kiesett  | kiesett | kiesett  |
| Shirley Strickland                                          | 80 m gát        | 10,8     | 1.       | 10,8     | 1.       | 10,7    |          |
| Norma Thrower                                               | 80 m gát        | 10,8     | 1.       | 11,0     | 2.       | 11,0    |          |
| Gloria Wigney                                               | 80 m gát        | 11,4     | 3.       | 11,1     | 3.       | 11,4    | 6.       |
| Shirley Strickland Norma Croker Fleur Mellor Betty Cuthbert | 4 × 100 m váltó | 44,9     | 1.       |          |          | 44,5    |          |

| Versenyző         | Versenyszám   | Selejtező | Selejtező | Döntő    | Döntő    |
| Versenyző         | Versenyszám   | Eredmény  | Helyezés  | Eredmény | Helyezés |
| ----------------- | ------------- | --------- | --------- | -------- | -------- |
| Carol Bernoth     | Magasugrás    | 158 cm    | =14.      | 160 cm   | 14.      |
| Janice Cooper     | Magasugrás    | 158 cm    | 18.       | 155 cm   | 15.      |
| Michele Brown     | Magasugrás    | 158 cm    | =7.       | 167 cm   | 6.       |
| Nancy Borwick     | Távolugrás    | 580 cm    | 5.        | 582 cm   | 8.       |
| Margaret Johnson  | Távolugrás    | 559 cm    | 16.       | kiesett  | kiesett  |
| Erica Willis      | Távolugrás    | 564 cm    | 14.       | kiesett  | kiesett  |
| Mary Breen        | Súlylökés     | 11,28 m   | 18.       | kiesett  | kiesett  |
| Margaret Woodlock | Súlylökés     | 11,70 m   | 17.       | kiesett  | kiesett  |
| Valerie Lawrence  | Súlylökés     | 13,43 m   | 10.       | 13,12 m  | 13.      |
| Valerie Lawrence  | Diszkoszvetés | 36,61 m   | 21.       | kiesett  | kiesett  |
| Shirley Cotton    | Diszkoszvetés | 40,76 m   | 17.       | kiesett  | kiesett  |
| Lois Jackman      | Diszkoszvetés | 42,21 m   | 13.       | 40,84 m  | 13.      |
| June Heath        | Gerelyhajítás | 38,10 m   | 19.       | kiesett  | kiesett  |
| Heather Innes     | Gerelyhajítás | 38,72 m   | 18.       | kiesett  | kiesett  |
| Maureen Wright    | Gerelyhajítás | 38,81 m   | 17.       | kiesett  | kiesett  |

* − John Goodman a férfi 4 × 400 méteres váltófutás előfutamában szerepelt, de a döntőben nem, így az akkori szabályok miatt nem tekinthető érmesnek.

## Birkózás
Kötöttfogású
| Versenyző          | Versenyszám | 1. forduló                          | 1. forduló | 1. forduló | 2. forduló                              | 2. forduló | 2. forduló | 3. forduló        | 3. forduló | 3. forduló | 4. forduló        | 4. forduló | 4. forduló | 5. forduló        | 5. forduló | 5. forduló | Döntő             | Döntő   | Döntő   | Helyezés    |
| Versenyző          | Versenyszám | Ellenfél Eredmény                   | Pont       | Hely.      | Ellenfél Eredmény                       | Pont       | Hely.      | Ellenfél Eredmény | Pont       | Hely.      | Ellenfél Eredmény | Pont       | Hely.      | Ellenfél Eredmény | Pont       | Hely.      | Ellenfél Eredmény | Pont    | Hely.   | Helyezés    |
| ------------------ | ----------- | ----------------------------------- | ---------- | ---------- | --------------------------------------- | ---------- | ---------- | ----------------- | ---------- | ---------- | ----------------- | ---------- | ---------- | ----------------- | ---------- | ---------- | ----------------- | ------- | ------- | ----------- |
| Monty Hakansson    | 52 kg       | Maurice Mewis (BEL) · kétvállas     | 3          | =9.        | Dursan Ali Eğribaş (TUR) · kétvállas    | 6          | =10.       | kiesett           | kiesett    | kiesett    | kiesett           | kiesett    | kiesett    |                   |            |            | kiesett           | kiesett | kiesett | helyezetlen |
| Joe Sweeney        | 57 kg       | Adolfo Díaz (ARG) · kétvállas       | 3          | =11.       | Francisc Horvath (ROU) · 0-3            | 6          | =12.       | kiesett           | kiesett    | kiesett    | kiesett           | kiesett    | kiesett    | kiesett           | kiesett    | kiesett    | kiesett           | kiesett | kiesett | helyezetlen |
| Norman Ickeringill | 62 kg       | Rauno Mäkinen (FIN) · kétvállas     | 3          | =7.        | Müzahir Sille (TUR) · kétvállas         | 6          | =9.        | kiesett           | kiesett    | kiesett    | kiesett           | kiesett    | kiesett    | kiesett           | kiesett    | kiesett    | kiesett           | kiesett | kiesett | helyezetlen |
| Fred Murphy        | 73 kg       | Siegfried Schäfer (EUA) · kétvállas | 3          | =8.        | Per Berlin (SWE) · kétvállas            | 6          | =9.        | kiesett           | kiesett    | kiesett    | kiesett           | kiesett    | kiesett    | kiesett           | kiesett    | kiesett    | kiesett           | kiesett | kiesett | helyezetlen |
| Wally Paterson     | 79 kg       | Viljo Punkari (FIN) · kétvállas     | 3          | =7.        | Givi Kartozija (URS) · kétvállas        | 6          | =8.        | kiesett           | kiesett    | kiesett    | kiesett           | kiesett    | kiesett    |                   |            |            | kiesett           | kiesett | kiesett | helyezetlen |
| Victor Mucha       | 87 kg       | Robert Steckle (CAN) · 1-2          | 2          | =6.        | Eugen Wiesberger, Jr. (AUT) · kétvállas | 5          | =9.        | kiesett           | kiesett    | kiesett    | kiesett           | kiesett    | kiesett    |                   |            |            | kiesett           | kiesett | kiesett | helyezetlen |
| Joseph Zammit      | +87 kg      | Andóniosz Jeorgúlisz (GRE) · 0-3    | 3          | =7.        | Adelmo Bulgarelli (ITA) · kétvállas     | 6          | =9.        | kiesett           | kiesett    | kiesett    | kiesett           | kiesett    | kiesett    | kiesett           | kiesett    | kiesett    | kiesett           | kiesett | kiesett | helyezetlen |

Szabadfogású
| Versenyző        | Versenyszám | 1. forduló                         | 1. forduló | 1. forduló | 2. forduló                               | 2. forduló | 2. forduló | 3. forduló                      | 3. forduló | 3. forduló | 4. forduló                           | 4. forduló | 4. forduló | 5. forduló        | 5. forduló | 5. forduló | 6. forduló        | 6. forduló | 6. forduló | Döntő             | Döntő   | Döntő   | Helyezés    |
| Versenyző        | Versenyszám | Ellenfél Eredmény                  | Pont       | Hely.      | Ellenfél Eredmény                        | Pont       | Hely.      | Ellenfél Eredmény               | Pont       | Hely.      | Ellenfél Eredmény                    | Pont       | Hely.      | Ellenfél Eredmény | Pont       | Hely.      | Ellenfél Eredmény | Pont       | Hely.      | Ellenfél Eredmény | Pont    | Hely.   | Helyezés    |
| ---------------- | ----------- | ---------------------------------- | ---------- | ---------- | ---------------------------------------- | ---------- | ---------- | ------------------------------- | ---------- | ---------- | ------------------------------------ | ---------- | ---------- | ----------------- | ---------- | ---------- | ----------------- | ---------- | ---------- | ----------------- | ------- | ------- | ----------- |
| Fred Flannery    | 52 kg       | André Zoete (FRA) · kétvállas      | 3          | =7.        | Abdul Aziz (PAK) · 0-3                   | 6          | =10.       | kiesett                         | kiesett    | kiesett    | kiesett                              | kiesett    | kiesett    | kiesett           | kiesett    | kiesett    |                   |            |            | kiesett           | kiesett | kiesett | helyezetlen |
| Geoffrey Jameson | 57 kg       | Din Zahur (PAK) · 0-3              | 3          | =8.        | Mohamed Mehdi Yaghoubi (IRI) · kétvállas | 6          | =11.       | kiesett                         | kiesett    | kiesett    | kiesett                              | kiesett    | kiesett    |                   |            |            |                   |            |            | kiesett           | kiesett | kiesett | helyezetlen |
| John Elliott     | 62 kg       | Bayram Şit (TUR) · kétvállas       | 3          | =8.        | Myron Roderick (USA) · kétvállas         | 6          | =11.       | kiesett                         | kiesett    | kiesett    | kiesett                              | kiesett    | kiesett    | kiesett           | kiesett    | kiesett    |                   |            |            | kiesett           | kiesett | kiesett | helyezetlen |
| David Schumacher | 67 kg       | Kaszahara Sigeru (JPN) · kétvállas | 3          | =12.       | Juan Rolón (ARG) · 0-3                   | 6          | =16.       | kiesett                         | kiesett    | kiesett    | kiesett                              | kiesett    | kiesett    | kiesett           | kiesett    | kiesett    |                   |            |            | kiesett           | kiesett | kiesett | helyezetlen |
| Noel Granger     | 73 kg       | Per Berlin (SWE) · 0-3             | 3          | =9.        | İbrahim Zengin (TUR) · kétvállas         | 6          | =11.       | kiesett                         | kiesett    | kiesett    | kiesett                              | kiesett    | kiesett    |                   |            |            |                   |            |            | kiesett           | kiesett | kiesett | helyezetlen |
| William Davies   | 79 kg       | Bakshish Singh (IND) · 0-3         | 3          | =9.        | George Farquhar (GBR) · 3-0              | 4          | =8.        | Danny Hodge (USA) · kétvállas   | 7          | =9.        | kiesett                              | kiesett    | kiesett    | kiesett           | kiesett    | kiesett    |                   |            |            | kiesett           | kiesett | kiesett | helyezetlen |
| Kevin Coote      | 87 kg       | Robert Steckle (CAN) · 3-0         | 1          | =5.        | Jan Theron (RSA) · 0-3                   | 4          | =6.        | Gerry Martina (IRL) · kétvállas | 4          | 6.         | Gholamreza Takhti (IRI) · kétvállas  | 7          | 6.         | kiesett           | kiesett    | kiesett    | kiesett           | kiesett    | kiesett    | kiesett           | kiesett | kiesett | 5.          |
| Ray Mitchell     | +87 kg      | Saburo Nakao (JPN) · 2-1           | 1          | =2.        | William Kerslake (USA) · kétvállas       | 4          | =7.        | erőnyerő                        | 4          | =4.        | Taisto Kangasniemi (FIN) · kétvállas | 7          | =4.        | kiesett           | kiesett    | kiesett    |                   |            |            | kiesett           | kiesett | kiesett | 4.          |

## Evezés
| Versenyző | Versenyszám              | Előfutam | Előfutam | Vigaszág | Vigaszág | Elődöntő | Elődöntő | Döntő   | Döntő   | Helyezés    |
| Versenyző | Versenyszám              | Idő      | Hely.    | Idő      | Hely.    | Idő      | Hely.    | Idő     | Hely.   | Helyezés    |
| --- | ------------------------ | -------- | -------- | -------- | -------- | -------- | -------- | ------- | ------- | ----------- |
| Stuart MacKenzie | Egypárevezős             | 7:28,8   | 2.       | erőnyerő | erőnyerő | 9:19,5   | 2.       | 8:07,7  | 2.      |             |
| Murray Riley Mervyn Wood | Kétpárevezős             | 7:01,2   | 3.       | 8:12,2   | 1.       |          |          | 7:37,4  | 3.      |             |
| Peter Raper Maurice Grace | Kormányos nélküli kettes | 7:37,2   | 2.       | erőnyerő | erőnyerő | 8:48,2   | 2.       | 8:22,2  | 4.      | 4.          |
| Robert Duncan Bruce Dickson John Cockbill (kormányos)                                                                                   | Kormányos kettes         | 8:15,9   | 2.       | erőnyerő | erőnyerő | 9:37,7   | 3.       | kiesett | kiesett | helyezetlen |
| John Harrison Peter Evatt Geoffrey Williamson David Anderson                                                                            | Kormányos nélküli négyes | 6:52,7   | 3.       | 8:10,4   | 1.       | 8:22,4   | 4.       | kiesett | kiesett | helyezetlen |
| Gordon Cowey Kevin McMahon Reg Libbis Mick Allan John Jenkinson (kormányos)                                                             | Kormányos négyes         | 7:01,9   | 2.       | erőnyerő | erőnyerő | 7:59,8   | 2.       | 7:31,1  | 4.      | 4.          |
| Michael Aikman David Boykett Angus Benfield James Howden Garth Manton Walter Howell Adrian Monger Bryan Doyle Harold Hewitt (kormányos) | Nyolcas                  | 6:05,8   | 1.       | erőnyerő | erőnyerő | 6:55,6   | 2.       | 6:39,2  | 3.      |             |

## Gyeplabda
| Ausztrál férfi gyeplabdacsapat-játékoskeret                                                                                          | Ausztrál férfi gyeplabdacsapat-játékoskeret                                                                                                 |
| --- | --- |
| - Alan Barblett - Geoff Bennett - Brian Booth - Kevin Carton - Kenneth Clarke - Ian Dick - John Dwyer - Maurice Foley - Louis Hailey | - Glen Jobson - Dennis Kemp - Keith Leeson - Don Mecklem - Eric Pearce - Gordon Pearce - Melville Pearce - Desmond Spackman - Ray Whiteside |

### Eredmények
| Színmagyarázat               |
| ---------------------------- |
| Bejutott az elődöntőbe.      |
| Az 5–8. helyért játszhattak. |
| A 9–12. helyért játszhattak. |

Csoportkör
B csoport
| Csapat               | M | Gy | D | V | G+ | G– | Gk | P |
| -------------------- | - | -- | - | - | -- | -- | -- | - |
| Nagy-Britannia (GBR) | 4 | 2  | 2 | 0 | 6  | 4  | +1 | 6 |
| Ausztrália (AUS)     | 4 | 2  | 0 | 2 | 6  | 5  | +2 | 4 |
| Malájföld (MAL)      | 3 | 0  | 2 | 1 | 5  | 6  | –1 | 2 |
| Kenya (KEN)          | 3 | 0  | 2 | 1 | 2  | 4  | –2 | 2 |

| 1956. november 23. 14:30 | Ausztrália (AUS) | 2 – 0 | Kenya (KEN) |  |
| 1956. november 23. 14:30 | (1 – 0)          |       |             |  |

| 1956. november 26. 16:00 | Ausztrália (AUS) | 3 – 2 | Malájföld (MAL) |  |
| 1956. november 26. 16:00 | (2 – 1)          |       |                 |  |

| 1956. november 30. 16:00 | Nagy-Britannia (GBR) | 2 – 1 | Ausztrália (AUS) |  |
| 1956. november 30. 16:00 | (1 – 0)              |       |                  |  |

Rájátszás az első helyért
| 1956. december 1. 14:00 | Nagy-Britannia (GBR) | 1 – 0 | Ausztrália (AUS) |  |
| 1956. december 1. 14:00 | (0 – 0)              |       |                  |  |

Az 5–8. helyért
| 1956. december 3. 11:30 | Belgium (BEL) | 2 – 2 | Ausztrália (AUS) |  |
| 1956. december 3. 11:30 |               |       |                  |  |

| 1956. december 4. 11:30 | Ausztrália (AUS) | 1 – 0 | Új-Zéland (NZL) |  |
| 1956. december 4. 11:30 | (0 – 0)          |       |                 |  |

| 1956. december 6. 11:30 | Ausztrália (AUS) | 5 – 0 | Szingapúr (SIN) |  |
| 1956. december 6. 11:30 |                  |       |                 |  |

| Csapat           | M | Gy | D | V | G+ | G– | Gk  | P |
| ---------------- | - | -- | - | - | -- | -- | --- | - |
| Ausztrália (AUS) | 3 | 2  | 1 | 0 | 8  | 2  | +6  | 5 |
| Új-Zéland (NZL)  | 3 | 2  | 0 | 1 | 16 | 3  | +13 | 4 |
| Belgium (BEL)    | 3 | 1  | 1 | 1 | 9  | 5  | +4  | 3 |
| Szingapúr (SIN)  | 3 | 0  | 0 | 3 | 0  | 23 | –23 | 0 |

| Csapat           | Helyezés |
| ---------------- | -------- |
| Ausztrália (AUS) | 5.       |

## Kajak-kenu
Férfi
| Versenyző                  | Versenyszám           | Előfutam | Előfutam | Döntő     | Döntő    |
| Versenyző                  | Versenyszám           | Idő      | Hely.    | Idő       | Helyezés |
| -------------------------- | --------------------- | -------- | -------- | --------- | -------- |
| Barry Stuart               | Kajak egyes 1000 m    | 4:30,1   | 3.       | 4:30,7    | 9.       |
| Max Baldwin                | Kajak egyes 10 000 m  |          |          | 51:49,7   | 9.       |
| Walter Brown Dennis Green  | Kajak kettes 1000 m   | 4:03,0   | 1.       | 3:59,1    | 7.       |
| Walter Brown Dennis Green  | Kajak kettes 10 000 m |          |          | 43:43,2   |          |
| Bryan Harper               | Kenu egyes 1000 m     |          |          | 5:37,6    | 7.       |
| Bryan Harper               | Kenu egyes 10 000 m   |          |          | 1:02:12,1 | 9.       |
| William Jones Thomas Ohman | Kenu kettes 1000 m    | 5:04,6   | 2.       | 5:03,0    | 5.       |
| William Jones Thomas Ohman | Kenu kettes 10 000 m  |          |          | 56:18,6   | 7.       |

Női
| Versenyző      | Versenyszám       | Előfutam | Előfutam | Döntő  | Döntő    |
| Versenyző      | Versenyszám       | Idő      | Hely.    | Idő    | Helyezés |
| -------------- | ----------------- | -------- | -------- | ------ | -------- |
| Edith Cochrane | Kajak egyes 500 m | 2:24,0   | 3.       | 2:23,8 | 5.       |

## Kerékpározás

### Országúti kerékpározás
| Versenyző                                         | Versenyszám          | Idő              | Helyezés      |
| ------------------------------------------------- | -------------------- | ---------------- | ------------- |
| Jim Nestor                                        | Mezőnyverseny        | nem ért célba    | nem ért célba |
| Jim Nevin                                         | Mezőnyverseny        | 5:47:02 (+25:45) | 44.           |
| John O'Sullivan                                   | Mezőnyverseny        | 5:36:58 (+15:41) | 41.           |
| Jack Trickey                                      | Mezőnyverseny        | nem ért célba    | nem ért célba |
| Versenyző                                         | Versenyszám          | Pont             | Helyezés      |
| Jim Nestor Jim Nevin John O'Sullivan Jack Trickey | Csapat mezőnyverseny | nem ért célba    | nem ért célba |

### Pálya-kerékpározás
Sprintverseny
| Versenyző     | Versenyszám  | 1. forduló                                         | 1. forduló | Vigaszág selejtező     | Vigaszág selejtező | Vigaszág döntő       | Vigaszág döntő | Negyeddöntő                    | Elődöntő                                   | Döntő                                              | Helyezés |
| Versenyző     | Versenyszám  | Ellenfelek Győztes idő                             | Hely.      | Ellenfelek Győztes idő | Hely.              | Ellenfél Győztes idő | Hely.          | Ellenfél Győztes idő           | Ellenfél Győztes idő                       | Ellenfél Győztes idő                               | Helyezés |
| ------------- | ------------ | -------------------------------------------------- | ---------- | ---------------------- | ------------------ | -------------------- | -------------- | ------------------------------ | ------------------------------------------ | -------------------------------------------------- | -------- |
| Richard Ploog | Férfi egyéni | Evrard Godefroid (BEL) · Lê Văn Phươc (VIE) · 11,4 | 1.         |                        |                    |                      |                | Jack Disney (USA) · 12,4, 11,6 | Guglielmo Pesenti (ITA) · 11,6, 12,2, 12,2 | Bronzmérkőzés · Warren Johnston (NZL) · 11,6, 11,4 |          |

Időfutam
| Versenyző     | Versenyszám  | Idő    | Helyezés |
| ------------- | ------------ | ------ | -------- |
| Warren Scarfe | Férfi egyéni | 1:12,1 | 4.       |

Tandem
| Versenyző                 | Versenyszám     | 1. forduló | 1. forduló | Vigaszág                                                     | Vigaszág | Vigaszág vesztesei | Vigaszág vesztesei | Negyeddöntő                                                         | Elődöntő                                                    | Döntő                                                        | Helyezés |
| Versenyző                 | Versenyszám     | Ellenfelek Győztes idő | Hely.      | Ellenfél Győztes idő                                         | Hely.    | Ellenfelek Győztes idő | Hely.              | Ellenfél Győztes idő                                                | Ellenfél Győztes idő                                        | Ellenfél Győztes idő                                         | Helyezés |
| ------------------------- | --------------- | --- | ---------- | ------------------------------------------------------------ | -------- | --- | ------------------ | ------------------------------------------------------------------- | ----------------------------------------------------------- | ------------------------------------------------------------ | -------- |
| Joey Browne Tony Marchant | Férfi kétüléses | Dél-afrikai Unió (RSA) · Raymond Robinson · Thomas Shardelow · Egyesült Német Csapat (EUA) · Fritz Neuser · Günther Ziegler · 11,2 | 3.         | Csehszlovákia (TCH) · Ladislav Fouček · Václav Machek · 11,2 | 2.       | Egyesült Államok (USA) · Donald Ferguson · James Rossi · Egyesült Német Csapat (EUA) · Fritz Neuser · Günther Ziegler · 11,0 | 1.                 | Dél-afrikai Unió (RSA) · Raymond Robinson · Thomas Shardelow · 10,8 | Olaszország (ITA) · Giuseppe Ogna · Cesare Pinarello · 10,8 | Csehszlovákia (TCH) · Ladislav Fouček · Václav Machek · 10,8 |          |

Üldözőverseny
| Versenyző                                           | Versenyszám  | Selejtező                                                                                           | Selejtező  | Selejtező     | Negyeddöntő  | Negyeddöntő | Negyeddöntő | Elődöntő     | Elődöntő  | Elődöntő | Döntő        | Döntő     | Helyezés    |
| Versenyző                                           | Versenyszám  | Ellenfél Idő                                                                                        | Saját idő  | Hely.         | Ellenfél Idő | Saját idő   | Hely.       | Ellenfél Idő | Saját idő | Hely.    | Ellenfél Idő | Saját idő | Helyezés    |
| --------------------------------------------------- | ------------ | --------------------------------------------------------------------------------------------------- | ---------- | ------------- | ------------ | ----------- | ----------- | ------------ | --------- | -------- | ------------ | --------- | ----------- |
| Frank Brazier Cliff Burvill Roy Moore Warren Scarfe | Férfi csapat | Franciaország (FRA) · René Bianchi · Jean Graczyk · Jean-Claude Lecante · Michel Vermeulin · 4:48,0 | lekörözték | nem ért célba | kiesett      | kiesett     | kiesett     | kiesett      | kiesett   | kiesett  | kiesett      | kiesett   | helyezetlen |

## Kosárlabda
| Ausztrál férfi kosárlabdacsapat-játékoskeret                                            | Ausztrál férfi kosárlabdacsapat-játékoskeret                                                     |
| --------------------------------------------------------------------------------------- | ------------------------------------------------------------------------------------------------ |
| - Peter Bumbers - Colin Burdett - George Dancis - Stan Dargis - Peter Demos - Ken Finch | - Bruce Flick - Inga Freidenfelds - Geoff Heskett - Algis Ignatavicius - Merv Moy - Peter Sutton |

### Eredmények
Csoportkör
D csoport
| Csapat           | M | Gy | V | P+  | P–  | Pk  |
| ---------------- | - | -- | - | --- | --- | --- |
| Brazília (BRA)   | 2 | 2  | 0 | 167 | 125 | +42 |
| Chile (CHI)      | 2 | 1  | 1 | 137 | 134 | +3  |
| Ausztrália (AUS) | 2 | 0  | 2 | 122 | 167 | –45 |

| 1956. november 24. | Brazília (BRA) | 89 – 66 | Ausztrália (AUS) |  |
| 1956. november 24. | (50–35)        |         |                  |  |

| 1956. november 26. | Chile (CHI) | 78 – 56 | Ausztrália (AUS) |  |
| 1956. november 26. | (37–27)     |         |                  |  |

A 9–15. helyért
G csoport
| Csapat                  | M | Gy | V | P+  | P–  | Pk  |
| ----------------------- | - | -- | - | --- | --- | --- |
| Kínai Köztársaság (ROC) | 3 | 3  | 0 | 218 | 189 | +29 |
| Ausztrália (AUS)        | 3 | 2  | 1 | 258 | 208 | +50 |
| Szingapúr (SIN)         | 3 | 1  | 2 | 200 | 215 | –15 |
| Thaiföld (THA)          | 3 | 0  | 3 | 150 | 214 | –64 |

| 1956. november 27. | Ausztrália (AUS) | 87 – 48 | Thaiföld (THA) |  |
| 1956. november 27. | (48–23)          |         |                |  |

| 1956. november 28. | Kínai Köztársaság (ROC) | 86 – 73 | Ausztrália (AUS) |  |
| 1956. november 28. | (39–40)                 |         |                  |  |

| 1956. november 29. | Ausztrália (AUS) | 98 – 74 | Szingapúr (SIN) |  |
| 1956. november 29. | (48–36)          |         |                 |  |

A 9–12. helyért
| 1956. november 30. | Kanada (CAN) | 83 – 38 | Ausztrália (AUS) |  |
| 1956. november 30. | (30–18)      |         |                  |  |

A 11. helyért
| 1956. december 1. | Kínai Köztársaság (ROC) | 87 – 70 | Ausztrália (AUS) |  |
| 1956. december 1. | (46–32)                 |         |                  |  |

| Csapat           | Helyezés |
| ---------------- | -------- |
| Ausztrália (AUS) | 12.      |

## Labdarúgás
| Ausztrál labdarúgócsapat-játékoskeret                                                        | Ausztrál labdarúgócsapat-játékoskeret                                     |
| -------------------------------------------------------------------------------------------- | ------------------------------------------------------------------------- |
| - George Arthur - Bob Bignall - Jack Lennard - Ron Lord - Francis Loughran - Graham McMillan | - Bruce Morrow - John Pettigrew - Cliff Sander - Ted Smith - Alwyn Warren |

### Eredmények
Nyolcaddöntő
| 1956. november 27. 16:30 |

| Ausztrália                           | 2–0               | Japán |
| ------------------------------------ | ----------------- | ----- |
| McMillan 26' (11-esből) Loughran 61' | (1–0) Jegyzőkönyv |       |

| Melbourne Nézőszám: 3568 Játékvezető: Reginald Lund (új-zélandi) |

Negyeddöntő
| 1956. december 1. 14:30 |

| Ausztrália     | 2–4               | India                        |
| -------------- | ----------------- | ---------------------------- |
| Morrow 17' 41' | (2–2) Jegyzőkönyv | D'Souza 9' 33' 50' Kittu 80' |

| Melbourne Nézőszám: 7413 Játékvezető: C. H. Wensveen (indonéz) |

| Csapat           | Helyezés |
| ---------------- | -------- |
| Ausztrália (AUS) | =5.      |

## Lovaglás
megjegyzés: A lovas versenyszámokat a svédországi Stockholmban rendezték meg a szigorú ausztrál állat-egészségügyi szabályok miatt.
Díjugratás
| Versenyző   | Ló      | Versenyszám | 1. forduló | 1. forduló | 2. forduló       | 2. forduló       | Összesen    | Összesen    |
| Versenyző   | Ló      | Versenyszám | Pont       | Hely.      | Pont             | Hely.            | Pont        | Helyezés    |
| ----------- | ------- | ----------- | ---------- | ---------- | ---------------- | ---------------- | ----------- | ----------- |
| Bert Jacobs | Dumbell | Egyéni      | 108,50     | =49.       | nem állt rajthoz | nem állt rajthoz | helyezetlen | helyezetlen |

Lovastusa
| Versenyző                               | Ló                      | Versenyszám | Díjlovaglás | Díjlovaglás | Tereplovaglás | Tereplovaglás | Díjugratás | Díjugratás | Végeredmény | Végeredmény |
| Versenyző                               | Ló                      | Versenyszám | Bünt.       | Hely.       | Bünt.         | Hely.         | Bünt.      | Hely.      | Bünt.       | Helyezés    |
| --------------------------------------- | ----------------------- | ----------- | ----------- | ----------- | ------------- | ------------- | ---------- | ---------- | ----------- | ----------- |
| Ernie Barker                            | Dandy                   | Egyéni      | -134,40     | 27.         | -161,60       | 29.           | -21,50     | =31.       | -317,50     | 27.         |
| Brian Crago                             | Radar                   | Egyéni      | -124,80     | 18.         | -12,62        | 15.           | -10,00     | =2.        | -147,42     | 11.         |
| Bunty Thompson                          | Brown Sugar             | Egyéni      | -154,40     | 46.         | 9,34          | 11.           | -10,00     | =2.        | -155,06     | 14.         |
| Ernie Barker Brian Crago Bunty Thompson | Dandy Radar Brown Sugar | Csapat      | -413,60     | 11.         | -164,88       | 4.            | -41,50     | 4.         | -619,98     | 4.          |

## Műugrás
Férfi
| Versenyző      | Versenyszám        | Selejtező | Selejtező | Döntő   | Döntő   | Döntő    |
| Versenyző      | Versenyszám        | Pont      | Helyezés  | Pont    | Össz.   | Helyezés |
| -------------- | ------------------ | --------- | --------- | ------- | ------- | -------- |
| Ronald Faulds  | Egyéni műugrás     | 68,84     | 20.       | kiesett | kiesett | kiesett  |
| Joseph McCann  | Egyéni műugrás     | 69,18     | 19.       | kiesett | kiesett | kiesett  |
| Arthur Winther | Egyéni műugrás     | 71,04     | 17.       | kiesett | kiesett | kiesett  |
| Barry Holmes   | Egyéni toronyugrás | 58,01     | 22.       | kiesett | kiesett | kiesett  |
| Francis Murphy | Egyéni toronyugrás | 66,29     | 17.       | kiesett | kiesett | kiesett  |
| William Tully  | Egyéni toronyugrás | 65,49     | 18.       | kiesett | kiesett | kiesett  |

Női
| Versenyző       | Versenyszám        | Selejtező | Selejtező | Döntő   | Döntő   | Döntő    |
| Versenyző       | Versenyszám        | Pont      | Helyezés  | Pont    | Össz.   | Helyezés |
| --------------- | ------------------ | --------- | --------- | ------- | ------- | -------- |
| Pat Howard      | Egyéni műugrás     | 53,89     | 17.       | kiesett | kiesett | kiesett  |
| Rosalyn Barton  | Egyéni műugrás     | 58,50     | 15.       | kiesett | kiesett | kiesett  |
| Rosalyn Barton  | Egyéni toronyugrás | 41,96     | 16.       | kiesett | kiesett | kiesett  |
| Adele Price     | Egyéni toronyugrás | 35,28     | 18.       | kiesett | kiesett | kiesett  |
| Barbara McAulay | Egyéni toronyugrás | 45,67     | 14.       | kiesett | kiesett | kiesett  |
| Barbara McAulay | Egyéni műugrás     | 60,19     | 13.       | kiesett | kiesett | kiesett  |

## Ökölvívás
| Versenyző         | Versenyszám   | 32-es főtábla                 | Nyolcaddöntő                               | Negyeddöntő                   | Elődöntő                  | Döntő             | Helyezés |
| Versenyző         | Versenyszám   | Ellenfél Eredmény             | Ellenfél Eredmény                          | Ellenfél Eredmény             | Ellenfél Eredmény         | Ellenfél Eredmény | Helyezés |
| ----------------- | ------------- | ----------------------------- | ------------------------------------------ | ----------------------------- | ------------------------- | ----------------- | -------- |
| Warner Batchelor  | Légsúly       | erőnyerő                      | Henryk Kukier (POL) · GY                   | John Caldwell (IRL) · V       | kiesett                   | kiesett           | 5.       |
| Robert Bath       | Harmatsúly    | Hempala Jayasuriya (CEY) · GY | Szong Szuncshon (Song Sun-Cheon) (KOR) · V | kiesett                       | kiesett                   | kiesett           | 9.       |
| Noel Hazard       | Pehelysúly    | erőnyerő                      | Thomas Nicholls (GBR) · V                  | kiesett                       | kiesett                   | kiesett           | 9.       |
| William Griffiths | Könnyűsúly    | erőnyerő                      | Luis Molina (USA) · V                      | kiesett                       | kiesett                   | kiesett           | 9.       |
| Max Carlos        | Kisváltósúly  | erőnyerő                      | Joseph Shaw (USA) · V                      | kiesett                       | kiesett                   | kiesett           | 9.       |
| Kevin Hogarth     | Váltósúly     |                               | Graham Finlay (NZL) · GY                   | Dőry András (HUN) · GY        | Frederick Tiedt (IRL) · V | kiesett           |          |
| Peter Read        | Nagyváltósúly |                               | José Torres (USA) · V                      | kiesett                       | kiesett                   | kiesett           | 9.       |
| Howard Richter    | Középsúly     |                               | Július Torma (TCH) · V                     | kiesett                       | kiesett                   | kiesett           | 9.       |
| Tony Madigan      | Félnehézsúly  |                               | erőnyerő                                   | Romualdas Murauskas (URS) · V | kiesett                   | kiesett           | 5.       |

## Öttusa
| Versenyző                               | Versenyszám | Lovaglás | Lovaglás | Lovaglás | Lovaglás | Vívás    | Vívás  | Vívás | Lövészet | Lövészet | Lövészet | Úszás  | Úszás  | Úszás | Futás   | Futás  | Futás | Összesen    | Összesen |
| Versenyző                               | Versenyszám | Idő      | Bünt.    | Pont     | Hely.    | Eredmény | Pont   | Hely. | Pontszám | Pont     | Hely.    | Idő    | Pont   | Hely. | Idő     | Pont   | Hely. | Összes pont | Helyezés |
| --------------------------------------- | ----------- | -------- | -------- | -------- | -------- | -------- | ------ | ----- | -------- | -------- | -------- | ------ | ------ | ----- | ------- | ------ | ----- | ----------- | -------- |
| Sven Coomer                             | Egyéni      | 15:46    | 0        | 135,0    | 28.      | 12–23    | 482,0  | 32.   | 181      | 720,0    | 24.      | 3:57,4 | 1015,0 | 3.    | 16:23,2 | 751,0  | 28.   | 3103,0      | 32.      |
| Terry Nicoll                            | Egyéni      | 21:39    | 320      | 0,0      | 33.      | 13–22    | 519,0  | 31.   | 170      | 500,0    | 32.      | 5:07,7 | 665,0  | 32.   | 17:58,1 | 466,0  | 36.   | 2150,0      | 35.      |
| Neville Sayers                          | Egyéni      | 10:30    | 0        | 925,0    | 7.       | 10–25    | 408,0  | 35.   | 186      | 820,0    | 10.      | 5:32,0 | 540,0  | 35.   | 14:52,9 | 1024,0 | 18.   | 3717,0      | 19.      |
| Sven Coomer Terry Nicoll Neville Sayers | Csapat      |          |          | 1060,0   | 9.       |          | 1264,0 | 8.    |          | 2040,0   | 7.       |        | 2220,0 | 7.    |         | 2241,0 | 7.    | 8825,0      | 8.       |

## Sportlövészet
Férfi
| Versenyző        | Versenyszám                               | Döntő | Döntő    |
| Versenyző        | Versenyszám                               | Pont  | Helyezés |
| ---------------- | ----------------------------------------- | ----- | -------- |
| Johnnie Maitland | Gyorstüzelő pisztoly                      | 526   | 28.      |
| Peter Papps      | Gyorstüzelő pisztoly                      | 469   | 35.      |
| Rodney Johnson   | Szabadpisztoly                            | 506   | 27.      |
| Len Tolhurst     | Szabadpisztoly                            | 541   | 8.       |
| Norman Rule      | Sportpuska, fekvő                         | 594   | 22.      |
| Norman Rule      | Sportpuska, összetett                     | 1114  | 34.      |
| Donald Tolhurst  | Sportpuska, összetett                     | 1131  | 27.      |
| Donald Tolhurst  | Sportpuska, fekvő                         | 596   | 10.      |
| Norman Goff      | Szabadpuska, összetett (300 m)            | 1010  | 17.      |
| Ian Wrigley      | Szabadpuska, összetett (300 m)            | 1021  | 16.      |
| Colin Anderson   | Futószarvas, egyes és dupla lövés (100 m) | 357   | 10.      |
| Noel Hall        | Futószarvas, egyes és dupla lövés (100 m) | 339   | 11.      |
| John Bryant      | Trap                                      | 176   | 9.       |
| Clement Mudford  | Trap                                      | 164   | 20.      |

## Súlyemelés
| Versenyző          | Versenyszám | Nyomás   | Nyomás   | Szakítás | Szakítás | Lökés    | Lökés    | Összesen | Helyezés |
| Versenyző          | Versenyszám | Eredmény | Helyezés | Eredmény | Helyezés | Eredmény | Helyezés | Összesen | Helyezés |
| ------------------ | ----------- | -------- | -------- | -------- | -------- | -------- | -------- | -------- | -------- |
| Charles Henderson  | 56 kg       | 72,5     | 15.      | 85,0     | =9.      | 115,0    | 10.      | 272,5    | =13.     |
| Keith Caple        | 60 kg       | 87,5     | =18.     | 90,0     | 17.      | 110,0    | 17.      | 287,5    | 16.      |
| Vern Barberis      | 67,5 kg     | 105,0    | =12.     | 105,0    | =7.      | 137,5    | =6.      | 347,5    | 11.      |
| Fred Baugh         | 75 kg       | 107,5    | =9.      | 95,0     | 15.      | 122,5    | 13.      | 325,0    | 13.      |
| John Powell        | 82,5 kg     | 120,0    | =7.      | 117,5    | 7.       | 145,0    | 8.       | 382,5    | 8.       |
| Manny Santos       | 90 kg       | 125,0    | =8.      | 110,0    | =12.     | 150,0    | =8.      | 385,0    | =9.      |
| Leonard Treganowan | 90 kg       | 122,5    | =10.     | 117,5    | =7.      | 150,0    | =8.      | 390,0    | 8.       |

## Torna
Férfi
| Versenyző                                                                   | Versenyszám      | Döntő    | Döntő    |
| Versenyző                                                                   | Versenyszám      | Pontszám | Helyezés |
| --------------------------------------------------------------------------- | ---------------- | -------- | -------- |
| Brian Blackburn                                                             | Talaj            | 17,90    | =41.     |
| Brian Blackburn                                                             | Ugrás            | 17,95    | =47.     |
| Brian Blackburn                                                             | Korlát           | 15,70    | 56.      |
| Brian Blackburn                                                             | Nyújtó           | 13,20    | 58.      |
| Brian Blackburn                                                             | Gyűrű            | 14,55    | 59.      |
| Brian Blackburn                                                             | Lólengés         | 12,10    | 58.      |
| Brian Blackburn                                                             | Egyéni összetett | 91,40    | 58.      |
| Graham Bond                                                                 | Talaj            | 15,65    | 58.      |
| Graham Bond                                                                 | Ugrás            | 17,80    | 56.      |
| Graham Bond                                                                 | Korlát           | 16,50    | =53.     |
| Graham Bond                                                                 | Nyújtó           | 17,65    | 50.      |
| Graham Bond                                                                 | Gyűrű            | 14,85    | 58.      |
| Graham Bond                                                                 | Lólengés         | 13,95    | 56.      |
| Graham Bond                                                                 | Egyéni összetett | 96,40    | 54.      |
| David Gourlay                                                               | Talaj            | 16,25    | =56.     |
| David Gourlay                                                               | Ugrás            | 18,05    | =43.     |
| David Gourlay                                                               | Korlát           | 15,45    | 57.      |
| David Gourlay                                                               | Nyújtó           | 16,00    | 54.      |
| David Gourlay                                                               | Gyűrű            | 15,45    | 56.      |
| David Gourlay                                                               | Lólengés         | 14,70    | 55.      |
| David Gourlay                                                               | Egyéni összetett | 95,90    | 55.      |
| John Lees                                                                   | Talaj            | 14,75    | 60.      |
| John Lees                                                                   | Ugrás            | 16,40    | 61.      |
| John Lees                                                                   | Korlát           | 16,15    | 55.      |
| John Lees                                                                   | Nyújtó           | 13,80    | 57.      |
| John Lees                                                                   | Gyűrű            | 16,40    | 49.      |
| John Lees                                                                   | Lólengés         | 15,55    | 54.      |
| John Lees                                                                   | Egyéni összetett | 93,05    | 56.      |
| Noel Punton                                                                 | Talaj            | 17,05    | 51.      |
| Noel Punton                                                                 | Ugrás            | 17,90    | =50.     |
| Noel Punton                                                                 | Korlát           | 15,35    | =58.     |
| Noel Punton                                                                 | Nyújtó           | 8,50     | 63.      |
| Noel Punton                                                                 | Gyűrű            | 14,35    | 60.      |
| Noel Punton                                                                 | Lólengés         | 12,60    | 57.      |
| Noel Punton                                                                 | Egyéni összetett | 85,75    | 59.      |
| Bruce Sharp                                                                 | Talaj            | 17,60    | 48.      |
| Bruce Sharp                                                                 | Ugrás            | 18,35    | =28.     |
| Bruce Sharp                                                                 | Korlát           | 16,50    | =53.     |
| Bruce Sharp                                                                 | Nyújtó           | 13,95    | 56.      |
| Bruce Sharp                                                                 | Gyűrű            | 15,95    | 51.      |
| Bruce Sharp                                                                 | Lólengés         | 10,60    | 59.      |
| Bruce Sharp                                                                 | Egyéni összetett | 92,95    | 57.      |
| Brian Blackburn Graham Bond David Gourlay John Lees Noel Punton Bruce Sharp | Csapat összetett | 477,15   | 7.       |

Női
| Versenyző          | Versenyszám      | Döntő    | Döntő    |
| Versenyző          | Versenyszám      | Pontszám | Helyezés |
| ------------------ | ---------------- | -------- | -------- |
| Barbara Cunningham | Talaj            | 15,933   | 62.      |
| Barbara Cunningham | Ugrás            | 15,400   | 61.      |
| Barbara Cunningham | Felemás korlát   | 16,166   | 60.      |
| Barbara Cunningham | Gerenda          | 14,200   | 64.      |
| Barbara Cunningham | Egyéni összetett | 61,700   | 63.      |
| Ing Fraser         | Talaj            | 16,700   | 61.      |
| Ing Fraser         | Ugrás            | 14,366   | 62.      |
| Ing Fraser         | Felemás korlát   | 15,633   | 63.      |
| Ing Fraser         | Gerenda          | 15,733   | 62.      |
| Ing Fraser         | Egyéni összetett | 62,433   | 62.      |
| Wendy Nicholls     | Talaj            | 15,700   | 64.      |
| Wendy Nicholls     | Ugrás            | 13,633   | 63.      |
| Wendy Nicholls     | Felemás korlát   | 14,833   | 64.      |
| Wendy Nicholls     | Gerenda          | 16,366   | 57.      |
| Wendy Nicholls     | Egyéni összetett | 60,533   | 64.      |

## Úszás
Férfi
| Versenyző                                                                                          | Versenyszám          | Előfutam | Előfutam | Előfutam | Elődöntő | Elődöntő | Elődöntő | Döntő   | Döntő    |
| Versenyző                                                                                          | Versenyszám          | Idő      | Hely.    | Össz.    | Idő      | Hely.    | Össz.    | Idő     | Helyezés |
| -------------------------------------------------------------------------------------------------- | -------------------- | -------- | -------- | -------- | -------- | -------- | -------- | ------- | -------- |
| Gary Chapman                                                                                       | 100 m gyors          | 57,8     | 1.       | 6.*      | 56,9     | 2.       | 3.*      | 56,7    |          |
| John Devitt                                                                                        | 100 m gyors          | 57,2     | 1.       | 3.       | 56,4     | 1.       | 2.       | 55,8    |          |
| Jon Henricks                                                                                       | 100 m gyors          | 57,3     | 1.       | 4.       | 55,7     | 1.       | 1.       | 55,4    |          |
| Kevin O’Halloran                                                                                   | 400 m gyors          | 4:36,9   | 1.       | 6.       |          |          |          | 4:32,9  | 4.       |
| Murray Rose                                                                                        | 400 m gyors          | 4:31,7   | 1.       | 1.       |          |          |          | 4:27,3  |          |
| Murray Rose                                                                                        | 1500 m gyors         | 18:04,1  | 1.       | 2.       |          |          |          | 17:58,9 |          |
| Murray Garretty                                                                                    | 1500 m gyors         | 18:27,4  | 1.       | 4.       |          |          |          | 18:26,5 | 4.       |
| Gary Winram                                                                                        | 1500 m gyors         | 18:35,7  | 1.       | 5.       |          |          |          | 19:06,2 | 8.       |
| Gary Winram                                                                                        | 400 m gyors          | 4:34,5   | 1.       | 3.       |          |          |          | 4:34,9  | 6.       |
| John Hayres                                                                                        | 100 m hát            | 1:04,4   | 2.       | 4.       | 1:05,0   | 2.       | 4.*      | 1:05,0  | 5.       |
| John Monckton                                                                                      | 100 m hát            | 1:03,4   | 1.       | 1.       | 1:04,1   | 1.       | 1.       | 1:03,2  |          |
| David Theile                                                                                       | 100 m hát            | 1:04,3   | 1.       | 3.       | 1:04,8   | 2.       | 3.       | 1:02,2  |          |
| Terry Gathercole                                                                                   | 200 m mell           | 2:40,2   | 2.       | 5.       |          |          |          | 2:38,7  | 4.       |
| John Marshall                                                                                      | 200 m pillangó       | 2:26,8   | 2.       | 4.       |          |          |          | 2:27,2  | 5.       |
| Brian Wilkinson                                                                                    | 200 m pillangó       | 2:27,2   | 2.       | 5.       |          |          |          | 2:29,7  | 7.       |
| Kevin O’Halloran John Devitt Murray Rose Jon Henricks Gary Chapman Graham Hamilton Murray Garretty | 4 × 200 m gyorsváltó | 8:40,2   | 3.       | 5.       |          |          |          | 8:23,6  |          |

Női
| Versenyző                                                                             | Versenyszám          | Előfutam | Előfutam | Előfutam | Elődöntő | Elődöntő | Elődöntő | Döntő   | Döntő    |
| Versenyző                                                                             | Versenyszám          | Idő      | Hely.    | Össz.    | Idő      | Hely.    | Össz.    | Idő     | Helyezés |
| ------------------------------------------------------------------------------------- | -------------------- | -------- | -------- | -------- | -------- | -------- | -------- | ------- | -------- |
| Faith Leech                                                                           | 100 m gyors          | 1:04,9   | 3.       | 3.       | 1:05,2   | 2.       | 3.       | 1:05,1  |          |
| Lorraine Crapp                                                                        | 100 m gyors          | 1:03,4   | 1.       | 2.       | 1:03,1   | 1.       | 2.       | 1:02,3  |          |
| Lorraine Crapp                                                                        | 400 m gyors          | 5:00,2   | 1.       | 1.       |          |          |          | 4:54,6  |          |
| Sandra Morgan                                                                         | 400 m gyors          | 5:07,8   | 2.       | 4.       |          |          |          | 5:14,3  | 6.       |
| Dawn Fraser                                                                           | 400 m gyors          | 5:02,5   | 1.       | 2.       |          |          |          | 5:02,5  |          |
| Dawn Fraser                                                                           | 100 m gyors          | 1:02,4   | 1.       | 1.       | 1:03,0   | 1.       | 1.       | 1:02,0  |          |
| Gerganiya Beckitt                                                                     | 100 m hát            | 1:14,8   | 2.       | 5.**     |          |          |          | 1:14,7  | 8.       |
| Patricia Huntingford                                                                  | 100 m hát            | 1:16,0   | 5.       | 13.      |          |          |          | kiesett | kiesett  |
| Pam Singleton                                                                         | 100 m hát            | 1:17,0   | 6.       | 17.      |          |          |          | kiesett | kiesett  |
| Barbara Evans                                                                         | 200 m mell           | 3:03,6   | 7.       | 12.      |          |          |          | kiesett | kiesett  |
| Beverley Bainbridge                                                                   | 100 m pillangó       | 1:14,4   | 1.       | 3.       |          |          |          | 1:15,2  | 5.       |
| Maureen Giles                                                                         | 100 m pillangó       | 1:19,4   | 5.       | 11.      |          |          |          | kiesett | kiesett  |
| Dawn Fraser Faith Leech Sandra Morgan Lorraine Crapp Margaret Gibson Elizabeth Fraser | 4 × 100 m gyorsváltó | 4:25,0   | 1.       | 1.       |          |          |          | 4:17,1  |          |

* - egy másik versenyzővel azonos időt ért el

** - két másik versenyzővel azonos időt ért el

## Vitorlázás
Nyílt
| Versenyző                                     | Versenyszám | Futam | Futam | Futam | Futam | Futam | Futam | Futam | Pontszám | Helyezés |
| Versenyző                                     | Versenyszám | 1     | 2     | 3     | 4     | 5     | 6     | 7     | Pontszám | Helyezés |
| --------------------------------------------- | ----------- | ----- | ----- | ----- | ----- | ----- | ----- | ----- | -------- | -------- |
| Colin Ryrie                                   | Finn dingi  | 800   | 288   | 361   | (0)   | 557   | 256   | 703   | 2965     | 10.      |
| Jack Downey Robert French                     | Csillaghajó | 277   | 226   | (101) | 402   | 139   | 226   | 139   | 1409     | 9.       |
| John Scott Rolly Tasker                       | Sharpie     | 1215  | 914   | 914   | 1215  | 914   | 914   | (0)   | 6086     |          |
| Douglas Buxton Devereaux Mytton Jock Sturrock | 5,5 méteres | (499) | 499   | 800   | 499   | 1101  | 624   | 499   | 4022     |          |
| Brian Carolan Jim Carolane Graham Drane       | Sárkányhajó | 1004  | 305   | (159) | 703   | 703   | 703   | 351   | 3769     | 5.       |

## Vívás
Férfi
| Versenyző                                                                       | Versenyszám       | Csoportkör | Csoportkör       | Csoportkör | Csoportkör  | Csoportkör | Csoportkör | Csoportkör        | Csoportkör | Helyezés    |
| Versenyző                                                                       | Versenyszám       | 1. kör | 1. kör           | Negyeddöntő | Negyeddöntő | Elődöntő | Elődöntő   | Döntő             | Döntő      | Helyezés    |
| Versenyző                                                                       | Versenyszám       | Ellenfél Eredmény | Hely.            | Ellenfél Eredmény | Hely.       | Ellenfél Eredmény | Hely.      | Ellenfél Eredmény | Hely.      | Helyezés    |
| ------------------------------------------------------------------------------- | ----------------- | --- | ---------------- | --- | ----------- | --- | ---------- | ----------------- | ---------- | ----------- |
| Brian McCowage                                                                  | Tőr, egyéni       | |                  | 3. csoport · Giancarlo Bergamini (ITA) · 5-0 · Ghislain Delaunois (BEL) · 5-4 · Somodi Lajos (HUN) · 5-3 · Santiago Massini (ARG) · 5-3 · Byron Krieger (USA) · 5-2 · Raymond Paul (GBR) · 0-5 · Claude Netter (FRA) · nem vívtak                               | 2.          | 2. csoport · Gyuricza József (HUN) · 5-3 · René Paul (GBR) · 5-4 · Christian d’Oriola (FRA) · 0-5 · Giancarlo Bergamini (ITA) · 4-5 · Allan Jay (GBR) · 2-5 · Günter Stratmann (EUA) · 3-5 · Jurij Oszipov (URS) · 3-5 | 6.         | kiesett           | kiesett    | helyezetlen |
| David McKenzie                                                                  | Tőr, egyéni       | |                  | 4. csoport · Roland Asselin (CAN) · 5-3 · Emilio Echeverry (COL) · 5-4 · Mark Midler (URS) · 1-5 · Christian d’Oriola (FRA) · 1-5 · René Paul (GBR) · 1-5 · André Verhalle (BEL) · 2-5 · Fülöp Mihály (HUN) · 2-5                                               | 6.          | kiesett | kiesett    | kiesett           | kiesett    | helyezetlen |
| Michael Sichel                                                                  | Tőr, egyéni       | |                  | 2. csoport · Jurij Oszipov (URS) · 5-3 · Edoardo Mangiarotti (ITA) · 5-2 · François Dehez (BEL) · 5-0 · Jacques Lataste (FRA) · 5-3 · Gabriel Blando (COL) · 5-1 · Albert Axelrod (USA) · 4-5 · Günter Stratmann (EUA) · 3-5                                    | 1.          | 1. csoport · Claude Netter (FRA) · 0-5 · Antonio Spallino (ITA) · 2-5 · Raymond Paul (GBR) · 1-5 · Mark Midler (URS) · 1-5 · André Verhalle (BEL) · 3-5 · Jurij Rudov (URS) · 4-5 · Albert Axelrod (USA) · 2-5         | 7.         | kiesett           | kiesett    | helyezetlen |
| Laurence Harding-Smith                                                          | Párbajtőr, egyéni | 4. csoport · Kinmont Hoitsma (USA) · 5-1 · Luis Jiménez (MEX) · 5-4 · Édouard Schmit (LUX) · 2-5 · Rolf Wiik (FIN) · 4-5 · Carl Forssell (SWE) · 4-5 · Juozas Ūdras (URS) · 0-5 | 6.               | kiesett | kiesett     | kiesett | kiesett    | kiesett           | kiesett    | helyezetlen |
| Ivan Lund                                                                       | Párbajtőr, egyéni | 2. csoport · Günter Stratmann (EUA) · 5-2 · Jacques Debeur (BEL) · 5-4 · Revaz Tsirek'idze (URS) · 5-4 · Emiliano Camargo (COL) · 5-0 · Masayuki Sano (JPN) · 5-0 · Berndt-Otto Rehbinder (SWE) · 3-5 · Siha Sukarno (INA) · 0-5                                                             | 3.               | 4. csoport · Michael Howard (GBR) · 5-3 · Berndt-Otto Rehbinder (SWE) · 3-5 · Sákovics József (HUN) · 4-5 · Sewall Shurtz (USA) · 5-5 · Rolf Wiik (FIN) · 1-5 · Daniel Dagallier (FRA) · 2-5                                                                    | 6.          | kiesett | kiesett    | kiesett           | kiesett    | helyezetlen |
| Richard Stone                                                                   | Párbajtőr, egyéni | 3. csoport · Emilio Echeverry (COL) · 5-3 · Fernand Leischen (LUX) · 5-4 · Santiago Massini (ARG) · 5-3 · Richard Pew (USA) · 1-5 · Per Carleson (SWE) · 0-5 · Roger Achten (BEL) · 0-5 | 4.               | 3. csoport · Günter Stratmann (EUA) · 5-3 · Armand Mouyal (FRA) · 4-5 · Ghislain Delaunois (BEL) · 1-5 · Giuseppe Delfino (ITA) · 4-5 · Édouard Schmit (LUX) · 4-5 · Allan Jay (GBR) · 2-5                                                                      | 7.          | kiesett | kiesett    | kiesett           | kiesett    | helyezetlen |
| Leslie Fadgyas                                                                  | Kard, egyéni      | 3. csoport · Gastone Darè (ITA) · nincs adat · Bill Hoskyns (GBR) · nincs adat · Marcel Van Der Auwera (BEL) · nincs adat · Roland Asselin (CAN) · nincs adat · José del Carmen (COL) · nincs adat · Összesítés: 3GY-2V (21-18)                                                              | 3.               | 4. csoport · Jerzy Pawłowski (POL) · nincs adat · Gastone Darè (ITA) · nincs adat · George Worth (USA) · nincs adat · Lev Kuznyecov (URS) · nincs adat · Ralph Cooperman (GBR) · nincs adat · Claude Gamot (FRA) · nincs adat · Összesítés: 0GY-6V (6-30)       | 7.          | kiesett | kiesett    | kiesett           | kiesett    | helyezetlen |
| Graham McKenzie                                                                 | Kard, egyéni      | 2. csoport · Roberto Ferrari (ITA) · nincs adat · Olgierd Porebski (GBR) · nincs adat · Allan Kwartler (USA) · nincs adat · Alfredo Yanguas (COL) · nincs adat · Összesítés: 1GY-3V (12-17)                                                                                                  | 4.               | 3. csoport · Kárpáti Rudolf (HUN) · nincs adat · Jacques Roulot (FRA) · nincs adat · Wojciech Zabłocki (POL) · nincs adat · Günter Stratmann (EUA) · nincs adat · Tibor Nyilas (USA) · nincs adat · Bill Hoskyns (GBR) · nincs adat · Összesítés: 0GY-7V (7-30) | 7.          | kiesett | kiesett    | kiesett           | kiesett    | helyezetlen |
| Sandor Szoke                                                                    | Kard, egyéni      | 1. csoport · Luigi Narduzzi (ITA) · nincs adat · Teodoro Goliardi (URU) · nincs adat · George Worth (USA) · nincs adat · Benito Ramos (MEX) · nincs adat · Masayuki Sano (JPN) · nincs adat · Összesítés: 1GY-4V (18-24) · Rájátszás: · Benito Ramos (MEX) · 1-5 · Masayuki Sano (JPN) · 2-5 | 6. Rájátszás: 3. | kiesett | kiesett     | kiesett | kiesett    | kiesett           | kiesett    | helyezetlen |
| Ray Buckingham Tom Cross Brian McCowage David McKenzie Michael Sichel Rod Steel | Tőr, csapat       | 3. csoport · Egyesült Államok (USA) · 3-13 · Magyarország (HUN) · 8 (65)-8 (57) | 3.               | |             | kiesett | kiesett    | kiesett           | kiesett    | helyezetlen |
| Keith Hackshall Ivan Lund Hilbert Van Dijk James Wolfensohn                     | Párbajtőr, csapat | 1. csoport · Olaszország (ITA) · 5-11 · Nagy-Britannia (GBR) · 3-9 · Egyesült Államok (USA) · nem vívtak | 4.               | |             | kiesett | kiesett    | kiesett           | kiesett    | helyezetlen |
| Leslie Fadgyas Leslie Kovacs Alexander Martonffy Emeric Santo Sandor Szoke      | Kard, csapat      | 3. csoport · Szovjetunió (URS) · 2-14 · Franciaország (FRA) · 1-9 | 3.               | |             | kiesett | kiesett    | kiesett           | kiesett    | =7.         |

 megjegyzés: Érdekesség: A teljes ausztrál kardcsapatot magyar származású vívók alkották.
Női
| Versenyző      | Versenyszám | Csoportkör | Csoportkör | Csoportkör        | Csoportkör | Csoportkör        | Csoportkör | Helyezés    |
| Versenyző      | Versenyszám | 1. kör | 1. kör     | Elődöntő          | Elődöntő   | Döntő             | Döntő      | Helyezés    |
| Versenyző      | Versenyszám | Ellenfél Eredmény | Hely.      | Ellenfél Eredmény | Hely.      | Ellenfél Eredmény | Hely.      | Helyezés    |
| -------------- | ----------- | --- | ---------- | ----------------- | ---------- | ----------------- | ---------- | ----------- |
| Joy Hardon     | Tőr, egyéni | 3. csoport · Gillian Sheen (GBR) · 0-4 · Orbán Olga (ROU) · 2-4 · Renée Garilhe (FRA) · 3-4 · Karen Lachmann (DEN) · 3-4 · Valentyina Rasztvorova (URS) · 1-4 · Judy Goodrich (USA) · 3-4 · Nyári Magda (HUN) · 0-4                   | 8.         | kiesett           | kiesett    | kiesett           | kiesett    | helyezetlen |
| Lois Joseph    | Tőr, egyéni | 2. csoport · Régine Veronnet (FRA) · 4-3 · Janice-Lee York-Romary (USA) · 1-4 · Ellen Müller-Preis (AUT) · 2-4 · Bruna Colombetti (ITA) · 2-4 · Pilar Roldán (MEX) · 3-4 · Ecaterina Orb (ROU) · 3-4 · Nadezhda Shitikova (URS) · 3-4 | 8.         | kiesett           | kiesett    | kiesett           | kiesett    | helyezetlen |
| Denise O'Brien | Tőr, egyéni | 1. csoport · Maxine Mitchell (USA) · 3-4 · Emma Yefimova (URS) · 0-4 · Dömölky Lídia (HUN) · 1-4 · Catherine Delbarre (FRA) · 0-4 · Velleda Cesari (ITA) · 2-4 · Mary Glen-Haig (GBR) · 2-4                                           | 7.         | kiesett           | kiesett    | kiesett           | kiesett    | helyezetlen |

## Vízilabda
| Ausztrál férfi vízilabdacsapat-játékoskeret                                | Ausztrál férfi vízilabdacsapat-játékoskeret                        |
| -------------------------------------------------------------------------- | ------------------------------------------------------------------ |
| - Peter Bennett - John Foster - Doug Laing - William McCabe - John O'Brien | - William Orchard - Edward Pierce - Raymond Smee - Keith Whitehead |

### Eredmények
Csoportkör
A csoport
| Csapat            | M | Gy | D | V | G+ | G– | Gk  | P |
| ----------------- | - | -- | - | - | -- | -- | --- | - |
| Jugoszlávia (YUG) | 3 | 3  | 0 | 0 | 15 | 5  | +10 | 6 |
| Szovjetunió (URS) | 3 | 2  | 0 | 1 | 9  | 6  | +3  | 4 |
| Románia (ROU)     | 3 | 1  | 0 | 2 | 9  | 9  | 0   | 2 |
| Ausztrália (AUS)  | 3 | 0  | 0 | 3 | 3  | 16 | –13 | 0 |

| 1956. november 28. 14:00 | Románia (ROU) | 4 – 2 | Ausztrália (AUS) |  |
| 1956. november 28. 14:00 | (2 – 1)       |       |                  |  |
| 1956. november 28. 14:00 |               |       |                  |  |

| 1956. november 29. 22:15 | Jugoszlávia (YUG) | 9 – 1 | Ausztrália (AUS) |  |
| 1956. november 29. 22:15 |                   |       |                  |  |
| 1956. november 29. 22:15 |                   |       |                  |  |

| 1956. november 30. 16:00 | Szovjetunió (URS) | 3 – 0 | Ausztrália (AUS) |  |
| 1956. november 30. 16:00 | (2 – 0)           |       |                  |  |
| 1956. november 30. 16:00 |                   |       |                  |  |

A 7–10. helyért
| 1956. december 6. | Ausztrália (AUS) | 3 – 2 | Szingapúr (SIN) |  |
| 1956. december 6. | (1 – 1)          |       |                 |  |
| 1956. december 6. |                  |       |                 |  |

| 1956. december 7. | Nagy-Britannia (GBR) | 5 – 2 | Ausztrália (AUS) |  |
| 1956. december 7. |                      |       |                  |  |
| 1956. december 7. |                      |       |                  |  |

A táblázat tartalmazza a középdöntőben lejátszott Románia – Ausztrália 4–2-es eredményt.
| Csapat               | M | Gy | D | V | G+ | G– | Gk  | P |
| -------------------- | - | -- | - | - | -- | -- | --- | - |
| Nagy-Britannia (GBR) | 3 | 3  | 0 | 0 | 21 | 9  | +12 | 6 |
| Románia (ROU)        | 3 | 2  | 0 | 1 | 21 | 8  | +13 | 4 |
| Ausztrália (AUS)     | 3 | 1  | 0 | 2 | 7  | 11 | –4  | 2 |
| Szingapúr (SIN)      | 3 | 0  | 0 | 3 | 8  | 29 | –21 | 0 |

| Csapat           | Helyezés |
| ---------------- | -------- |
| Ausztrália (AUS) | 9.       |